# 2003-as CONCACAF-aranykupa
A 2003-as CONCACAF-aranykupa a torna 7. kiírása volt, melyet az Észak- és Közép-amerikai, valamint a Karib-térség labdarúgó-válogatottjainak írnak ki. Az esemény házigazdája Mexikó és Egyesült Államok volt, a tornát 2003. július 12. és július 27. között rendezték.

## Résztvevők
Automatikus résztvevők:
- Egyesült Államok (házigazda)
- Mexikó (házigazda)
- Kanada
- Brazília (meghívott)
- Kolumbia (meghívott)

Közép-amerikai zóna selejtezőjéből 2003-as UNCAF-nemzetek kupája:
- Costa Rica
- Guatemala
- Salvador

Karibi zóna selejtezőjéből a 2002-es karibi kupa:
- Kuba
- Jamaica

Rájátszás után:
- Honduras
- Martinique

## Eredmények

### Csoportkör
A döntőbe jutott tizenkét csapatot négy, egyaránt háromtagú csoportba sorsolták. A csoportok első két helyezettje jutott a negyeddöntőbe.
Amennyiben a csoportokban két csapat azonos pontszámmal végzett, úgy sorrendben a következő kritériumok döntöttek a csoport végeredményének kiszámításában:
1. Az azonos pontszámmal végzett csapatok egymás elleni eredménye
2. Jobb összesített gólkülönbség
3. Több lőtt gól a csoportmérkőzések során
4. Sorsolás

| Jelmagyarázat                                                            |
| ------------------------------------------------------------------------ |
| A csoportok első két helyezettje bejutott az egyenes kieséses szakaszba. |
| A csoportok harmadik helyezettjei kiestek.                               |

#### A csoport
| Csapat   | M | Gy | D | V | Rg | Kg | Gk | P |
| -------- | - | -- | - | - | -- | -- | -- | - |
| Mexikó   | 2 | 1  | 1 | 0 | 1  | 0  | +1 | 4 |
| Brazília | 2 | 1  | 0 | 1 | 2  | 2  | 0  | 3 |
| Honduras | 2 | 0  | 1 | 1 | 1  | 2  | –1 | 1 |

| 2003. július 13. | Mexikó       | 1 – 0   | Brazília | Estadio Azteca, Mexikóváros |
| 2003. július 13. | Borgetti 80' | (0 – 0) |          | Estadio Azteca, Mexikóváros |

| 2003. július 15. | Brazília             | 2 – 1   | Honduras    | Estadio Azteca, Mexikóváros Játékvezető: Mauricio Navarro (kanadai) |
| 2003. július 15. | Maicon 16' Diego 84' | (1 – 0) | de León 90' | Estadio Azteca, Mexikóváros Játékvezető: Mauricio Navarro (kanadai) |

| 2003. július 17. | Honduras | 0 – 0 | Mexikó | Estadio Azteca, Mexikóváros |
| 2003. július 17. |          |       |        | Estadio Azteca, Mexikóváros |

#### B csoport
| Csapat    | M | Gy | D | V | Rg | Kg | Gk | P |
| --------- | - | -- | - | - | -- | -- | -- | - |
| Kolumbia  | 2 | 1  | 1 | 0 | 2  | 1  | +1 | 4 |
| Jamaica   | 2 | 1  | 0 | 1 | 2  | 1  | +1 | 3 |
| Guatemala | 2 | 0  | 1 | 1 | 1  | 3  | –2 | 1 |

| 2003. július 13. | Jamaica | 0 – 1   | Kolumbia   | Miami |
| 2003. július 13. |         | (0 – 1) | Patino 41' | Miami |

| 2003. július 15. | Guatemala | 0 – 2   | Jamaica                          | Miami |
| 2003. július 15. |           | (0 – 1) | Lowe 30' Williams 71' (11-esből) | Miami |

| 2003. július 17. | Kolumbia   | 1 – 1   | Guatemala           | Miami |
| 2003. július 17. | Molina 79' | (0 – 1) | Ruiz 21' (11-esből) | Miami |

#### C csoport
| Csapat           | M | Gy | D | V | Rg | Kg | Gk | P |
| ---------------- | - | -- | - | - | -- | -- | -- | - |
| Egyesült Államok | 2 | 2  | 0 | 0 | 4  | 0  | +4 | 6 |
| Salvador         | 2 | 1  | 0 | 1 | 1  | 2  | –1 | 3 |
| Martinique       | 2 | 0  | 0 | 2 | 0  | 3  | –3 | 0 |

| 2003. július 12. | Egyesült Államok      | 2 – 0   | Salvador | Gillette Stadion, Foxborough |
| 2003. július 12. | Lewis 28' McBride 76' | (1 – 0) |          | Gillette Stadion, Foxborough |

| 2003. július 14. | Martinique | 0 – 2   | Egyesült Államok | Gillette Stadion, Foxborough |
| 2003. július 14. |            | (0 – 2) | McBride 39' 43'  | Gillette Stadion, Foxborough |

| 2003. július 16. | Salvador     | 1 – 0   | Martinique | Gillette Stadion, Foxborough |
| 2003. július 16. | Gonzalez 76' | (0 – 0) |            | Gillette Stadion, Foxborough |

#### D csoport
| Csapat     | M | Gy | D | V | Rg | Kg | Gk | P |
| ---------- | - | -- | - | - | -- | -- | -- | - |
| Costa Rica | 2 | 1  | 0 | 1 | 3  | 1  | +2 | 3 |
| Kuba       | 2 | 1  | 0 | 1 | 2  | 3  | –1 | 3 |
| Kanada     | 2 | 1  | 0 | 1 | 1  | 2  | –1 | 3 |

| 2003. július 12. | Costa Rica | 0 – 1   | Kanada       | Gillette Stadion, Foxborough |
| 2003. július 12. |            | (0 – 0) | Stalteri 59' | Gillette Stadion, Foxborough |

| 2003. július 14. | Kanada | 0 – 2   | Kuba         | Gillette Stadion, Foxborough |
| 2003. július 14. |        | (0 – 1) | More 13' 46' | Gillette Stadion, Foxborough |

| 2003. július 16. | Kuba | 0 – 3   | Costa Rica                        | Gillette Stadion, Foxborough |
| 2003. július 16. |      | (0 – 1) | Centeno 45+1' Bryce 72' Scott 77' | Gillette Stadion, Foxborough |

### Egyenes kieséses szakasz

#### Negyeddöntők
| 2003. július 19. | Egyesült Államok                    | 5 – 0   | Kuba | Gillette Stadion, Foxborough Nézőszám: 15 627 Játékvezető: Prendergast (jamaicai) |
| 2003. július 19. | Donovan 22' 25' 55' 76' Ralston 42' | (3 – 0) |      | Gillette Stadion, Foxborough Nézőszám: 15 627 Játékvezető: Prendergast (jamaicai) |

| 2003. július 19. | Costa Rica                                                        | 5 – 2   | Salvador                          | Gillette Stadion, Foxborough Nézőszám: 15 627 Játékvezető: Ramos (mexikói) |
| 2003. július 19. | Scott 11' Centeno 45+2' 68' (11-esből) 90+3' (11-esből) Bryce 72' | (2 – 1) | Murgas 34' (11-esből) Pacheco 54' | Gillette Stadion, Foxborough Nézőszám: 15 627 Játékvezető: Ramos (mexikói) |

| 2003. július 19. | Brazília     | 2 – 0   | Kolumbia | Miami Nézőszám: 23 425 Játékvezető: Stott (USA) |
| 2003. július 19. | Kaká 42' 66' | (1 – 0) |          | Miami Nézőszám: 23 425 Játékvezető: Stott (USA) |

| 2003. július 20. | Mexikó                                                     | 5 – 0   | Jamaica | Estadio Azteca, Mexikóváros Nézőszám: 10 000 Játékvezető: Navarro (kanadai) |
| 2003. július 20. | Bravo 38' García 42' Osorno 55' Borgetti 61' Rodríguez 83' | (2 – 0) |         | Estadio Azteca, Mexikóváros Nézőszám: 10 000 Játékvezető: Navarro (kanadai) |

#### Elődöntők
| 2003. július 23. | Egyesült Államok | 1 – 2 (hu)            | Brazília                       | Miami Nézőszám: 35 211 Játékvezető: Batres (guatemalai) |
| 2003. július 23. | Bocanegra 62'    | (0 – 0, 1 – 1, 1 – 2) | Kaká 89' Diego 100' (11-esből) | Miami Nézőszám: 35 211 Játékvezető: Batres (guatemalai) |

| 2003. július 24. | Mexikó                   | 2 – 0   | Costa Rica | Estadio Azteca, Mexikóváros Nézőszám: 35 000 Játékvezető: Nery (el-salvadori) |
| 2003. július 24. | Márquez 19' Borgetti 28' | (2 – 0) |            | Estadio Azteca, Mexikóváros Nézőszám: 35 000 Játékvezető: Nery (el-salvadori) |

#### A 3. helyért
| 2003. július 26. | Egyesült Államok                     | 3 – 2   | Costa Rica      | Miami Nézőszám: 5 093 Játékvezető: Piper (Trinidad és Tobagó-i) |
| 2003. július 26. | Bocanegra 29' Stewart 56' Convey 67' | (1 – 2) | Fonseca 24' 39' | Miami Nézőszám: 5 093 Játékvezető: Piper (Trinidad és Tobagó-i) |

#### Döntő
| 2003. július 27. | Mexikó     | 1 – 0 (hu)            | Brazília | Estadio Azteca, Mexikóváros Nézőszám: 80 000 Játékvezető: Navarro (kanadai) |
| 2003. július 27. | Osorno 97' | (0 – 0, 0 – 0, 1 – 0) |          | Estadio Azteca, Mexikóváros Nézőszám: 80 000 Játékvezető: Navarro (kanadai) |

| 2003-as CONCACAF-aranykupa bajnoka: |
| ----------------------------------- |
| MEXIKÓ 7. cím                       |

## Góllövőlista
4 gólos
- Walter Centeno
- Landon Donovan

3 gólos
- Kaká
- Jared Borgetti
- Brian McBride

## Statisztika
| Csapat | Csapat           | M | Gy | D | V | RG | KG | GK | %     | P  |
| ------ | ---------------- | - | -- | - | - | -- | -- | -- | ----- | -- |
| 1      | Mexikó           | 5 | 4  | 1 | 0 | 9  | 0  | +9 | 90,0% | 13 |
| 2      | Brazília         | 5 | 3  | 0 | 2 | 6  | 4  | +2 | 60,0% | 9  |
| 3      | Egyesült Államok | 5 | 4  | 0 | 1 | 13 | 4  | +9 | 80,0% | 12 |
| 4      | Costa Rica       | 5 | 2  | 0 | 3 | 10 | 8  | +2 | 40,0% | 6  |
| 5      | Kolumbia         | 3 | 1  | 1 | 1 | 2  | 3  | -1 | 50,0% | 4  |
| 6      | Salvador         | 3 | 1  | 0 | 2 | 3  | 7  | -4 | 33,3% | 3  |
| 7      | Jamaica          | 3 | 1  | 0 | 2 | 2  | 6  | -4 | 33,3% | 3  |
| 8      | Kuba             | 3 | 1  | 0 | 2 | 2  | 8  | -6 | 33,3% | 3  |
| 9      | Kanada           | 2 | 1  | 0 | 1 | 1  | 2  | -1 | 50,0% | 3  |
| 10     | Honduras         | 2 | 0  | 1 | 1 | 1  | 2  | -1 | 25,0% | 1  |
| 11     | Guatemala        | 2 | 0  | 1 | 1 | 1  | 3  | -2 | 25,0% | 1  |
| 12     | Martinique       | 2 | 0  | 0 | 2 | 0  | 3  | -3 | 00,0% | 0  |

## Külső hivatkozások
- CONCACAF Championship, Gold Cup 2003
- CONCACAF Gold Cup 2003